# Campeonato Argentino Select 12 2023
El Campeonato Argentino Select 12 de 2023 fue la duodécima edición del torneo organizado por la Unión Argentina de Rugby para las uniones regionales en la tercera división (Zona Desarrollo) del Campeonato Argentino Juvenil. El torneo se llevó a cabo el 27 y 29 de octubre de 2023, a excepción de la final por el ascenso, la cual se disputó el 11 de noviembre.
La Unión Argentina de Rugby decidió dividir el torneo en dos zonas geográficas durante este torneo: Zona Norte y Zona Sur. La Unión Andina de Rugby y la Unión de Rugby Austral fueron anfitrionas del torneo por primera vez, eligiendo como sedes a Los Teros Rugby Club y el Calafate Rugby Club, respectivamente.
Se consagraron campeones durante esta temporada los ganadores de cada zona: en la Zona Norte, la Unión Andina de Rugby derrotó 15-0 a Paraguay; mientras que en la Zona Sur, Chile se impuso 42-3 ante la Unión de Rugby Austral. Para definir el único ascenso, ambos campeones se enfrentaron en una final en las instalaciones del Jockey Club de Rosario durante las finales del Campeonato Argentino Juvenil 2023. Los Cóndores Junior resultaron victoriosos, logrando el ascenso al Campeonato Argentino Juvenil 2024.

## Equipos participantes
Disputaron este torneo doce equipos, correspondientes a la tercera división del Campeonato Argentino Juvenil 2023.
| Zona                 | Equipo           | Unión                                  |
| -------------------- | ---------------- | -------------------------------------- |
| Zona Norte 6 equipos | Andina           | Unión Andina de Rugby                  |
| Zona Norte 6 equipos | Formosa          | Unión de Rugby de Formosa              |
| Zona Norte 6 equipos | Jujuy            | Unión Jujeña de Rugby                  |
| Zona Norte 6 equipos | Misiones         | Unión de Rugby de Misiones             |
| Zona Norte 6 equipos | Paraguay         | Unión de Rugby del Paraguay            |
| Zona Norte 6 equipos | San Luis         | Unión de Rugby San Luis                |
| Zona Sur 6 equipos   | Austral          | Unión de Rugby Austral                 |
| Zona Sur 6 equipos   | Chile            | Federación Deportiva Nacional de Rugby |
| Zona Sur 6 equipos   | Lagos del Sur    | Unión de Rugby de los Lagos del Sur    |
| Zona Sur 6 equipos   | Santa Cruz       | Unión Santacruceña de Rugby            |
| Zona Sur 6 equipos   | Sur              | Unión de Rugby del Sur                 |
| Zona Sur 6 equipos   | Tierra del Fuego | Unión de Rugby de Tierra del Fuego     |

En cursiva los seleccionados internacionales invitados.

## Formato
Debido a los cambios impuestos por la Unión Argentina de Rugby durante esta temporada, los doce equipos participantes fueron divididos en dos zonas (Zona Norte y Zona Sur) de seis equipos cada una y de acuerdo a su proximidad geográfica. Ambas zonas se disputaron bajo el mismo formato.
Los equipos de ambas zonas fueron divididos en dos grupos de tres equipos cada uno, los cuales se definieron a través del sistema de todos contra todos. Los dos primeros de cada grupo clasificaron a las semifinales, con los primeros enfrentando a los segundos del grupo opuesto a eliminación directa para definir la final por el título. Los terceros de la fases de grupos se enfrentaron en una final por el 5.° puesto. 
Los ganadores de ambas zonas se consagran como los campeones de la temporada 2023. Posteriormente, ambos campeones se enfrentan en una final para definir el ascenso al Campeonato Argentino Juvenil 2024.

## Zona Norte

### Zona 1
| Pos. | Equipos  | Partidos | Partidos | Partidos | Tantos | Tantos | Tantos | Pts. |
| Pos. | Equipos  | G        | E        | P        | PF     | PC     | DP     | Pts. |
| ---- | -------- | -------- | -------- | -------- | ------ | ------ | ------ | ---- |
| 1.°  | Andina   | 2        | 0        | 0        | 34     | 22     | +12    | 8    |
| 2.°  | Misiones | 1        | 0        | 1        | 34     | 21     | +13    | 5    |
| 3.°  | Formosa  | 0        | 0        | 2        | 20     | 45     | -25    | 1    |

|  | Clasifica a semifinales          |
|  | Clasifica a final por 5.° puesto |

| 27 de octubre | Andina | 18 - 15 | Formosa | Los Teros Rugby Club, Catamarca |  |
|               |        | Reporte |         |                                 |  |

| 27 de octubre | Misiones | 27 - 5  | Formosa | Los Teros Rugby Club, Catamarca |  |
|               |          | Reporte |         |                                 |  |

| 27 de octubre | Andina | 16 - 7  | Misiones | Los Teros Rugby Club, Catamarca |  |
|               |        | Reporte |          |                                 |  |

### Zona 2
| Pos. | Equipos  | Partidos | Partidos | Partidos | Tantos | Tantos | Tantos | Pts. |
| Pos. | Equipos  | G        | E        | P        | PF     | PC     | DP     | Pts. |
| ---- | -------- | -------- | -------- | -------- | ------ | ------ | ------ | ---- |
| 1.°  | Paraguay | 2        | 0        | 0        | 63     | 0      | +63    | 10   |
| 2.°  | Jujuy    | 1        | 0        | 1        | 24     | 22     | +2     | 5    |
| 3.°  | San Luis | 0        | 0        | 2        | 0      | 65     | -65    | 0    |

|  | Clasifica a semifinales          |
|  | Clasifica a final por 5.° puesto |

| 27 de octubre | Jujuy | 0 - 22  | Paraguay | Los Teros Rugby Club, Catamarca |  |
|               |       | Reporte |          |                                 |  |

| 27 de octubre | San Luis | 0 - 24  | Jujuy | Los Teros Rugby Club, Catamarca |  |
|               |          | Reporte |       |                                 |  |

| 27 de octubre | Paraguay | 41 - 0  | San Luis | Los Teros Rugby Club, Catamarca |  |
|               |          | Reporte |          |                                 |  |

### Fase final
|  | Semifinales | Semifinales | Semifinales |          |        | Final            | Final            | Final            |  |
|  |             |             |             |          |        |                  |                  |                  |  |
|  |             |             |             |          |        |                  |                  |                  |  |
|  | Andina      | Andina      | 22          |          |        |                  |                  |                  |  |
|  | Andina      | Andina      | 22          |          |        |                  |                  |                  |  |
|  | Jujuy       | Jujuy       | 5           |          |        |                  |                  |                  |  |
|  | Jujuy       | Jujuy       | 5           |          | Andina | Andina           | 15               |                  |  |
|  |             |             |             |          | Andina | Andina           | 15               |                  |  |
|  |             |             | Paraguay    | Paraguay | 0      |                  |                  |                  |  |
|  | Paraguay    | Paraguay    | Paraguay    | Paraguay | 0      | 42               |                  |                  |  |
|  | Paraguay    | Paraguay    |             |          |        | 42               |                  |                  |  |
|  | Misiones    | Misiones    | 7           |          |        | Final 3.° puesto | Final 3.° puesto | Final 3.° puesto |  |
|  | Misiones    | Misiones    | 7           |          |        | Final 3.° puesto | Final 3.° puesto | Final 3.° puesto |  |
|  |             |             |             |          |        |                  |                  |                  |  |
|  |             |             |             |          |        | Jujuy            | Jujuy            | 24               |  |
|  |             |             |             |          |        | Jujuy            | Jujuy            | 24               |  |
|  |             |             |             |          |        | Misiones         | Misiones         | 7                |  |
|  |             |             |             |          |        | Misiones         | Misiones         | 7                |  |
|  |             |             |             |          |        |                  |                  |                  |  |

Final 5.° puesto
| 29 de octubre | Formosa | 38 - 0  | San Luis | Los Teros Rugby Club, Catamarca |  |
|               |         | Reporte |          |                                 |  |

|                                         |
| Andina Campeón Select 12 Segundo título |

## Zona Sur

### Zona 1
| Pos. | Equipos          | Partidos | Partidos | Partidos | Tantos | Tantos | Tantos | Pts. |
| Pos. | Equipos          | G        | E        | P        | PF     | PC     | DP     | Pts. |
| ---- | ---------------- | -------- | -------- | -------- | ------ | ------ | ------ | ---- |
| 1.°  | Chile            | 2        | 0        | 0        | 73     | 0      | +73    | 10   |
| 2.°  | Lagos del Sur    | 0        | 1        | 1        | 12     | 46     | -34    | 2    |
| 3.°  | Tierra del Fuego | 0        | 1        | 1        | 12     | 51     | -39    | 2    |

|  | Clasifica a semifinales          |
|  | Clasifica a final por 5.° puesto |

| 27 de octubre | Chile | 34 - 0  | Lagos del Sur | Calafate Rugby Club, Comodoro Rivadavia |  |
|               |       | Reporte |               |                                         |  |

| 27 de octubre | Lagos del Sur | 12 - 12 | Tierra del Fuego | Calafate Rugby Club, Comodoro Rivadavia |  |
|               |               | Reporte |                  |                                         |  |

| 27 de octubre | Chile | 39 - 0  | Tierra del Fuego | Calafate Rugby Club, Comodoro Rivadavia |  |
|               |       | Reporte |                  |                                         |  |

### Zona 2
| Pos. | Equipos    | Partidos | Partidos | Partidos | Tantos | Tantos | Tantos | Pts. |
| Pos. | Equipos    | G        | E        | P        | PF     | PC     | DP     | Pts. |
| ---- | ---------- | -------- | -------- | -------- | ------ | ------ | ------ | ---- |
| 1.°  | Austral    | 2        | 0        | 0        | 96     | 0      | +96    | 9    |
| 2.°  | Sur        | 1        | 0        | 1        | 62     | 5      | +57    | 6    |
| 3.°  | Santa Cruz | 0        | 0        | 2        | 0      | 153    | -153   | 0    |

|  | Clasifica a semifinales          |
|  | Clasifica a final por 5.° puesto |

| 27 de octubre | Sur | 62 - 0  | Santa Cruz | Calafate Rugby Club, Comodoro Rivadavia |  |
|               |     | Reporte |            |                                         |  |

| 27 de octubre | Austral | 91 - 0  | Santa Cruz | Calafate Rugby Club, Comodoro Rivadavia |  |
|               |         | Reporte |            |                                         |  |

| 27 de octubre | Sur | 0 - 5   | Austral | Calafate Rugby Club, Comodoro Rivadavia |  |
|               |     | Reporte |         |                                         |  |

## Fase final
|  | Semifinales   | Semifinales   | Semifinales |         |       | Final            | Final            | Final            |  |
|  |               |               |             |         |       |                  |                  |                  |  |
|  |               |               |             |         |       |                  |                  |                  |  |
|  | Chile         | Chile         | 37          |         |       |                  |                  |                  |  |
|  | Chile         | Chile         | 37          |         |       |                  |                  |                  |  |
|  | Sur           | Sur           | 9           |         |       |                  |                  |                  |  |
|  | Sur           | Sur           | 9           |         | Chile | Chile            | 42               |                  |  |
|  |               |               |             |         | Chile | Chile            | 42               |                  |  |
|  |               |               | Austral     | Austral | 3     |                  |                  |                  |  |
|  | Austral       | Austral       | Austral     | Austral | 3     | 40               |                  |                  |  |
|  | Austral       | Austral       |             |         |       | 40               |                  |                  |  |
|  | Lagos del Sur | Lagos del Sur | 0           |         |       | Final 3.° puesto | Final 3.° puesto | Final 3.° puesto |  |
|  | Lagos del Sur | Lagos del Sur | 0           |         |       | Final 3.° puesto | Final 3.° puesto | Final 3.° puesto |  |
|  |               |               |             |         |       |                  |                  |                  |  |
|  |               |               |             |         |       | Sur              | Sur              | 38               |  |
|  |               |               |             |         |       | Sur              | Sur              | 38               |  |
|  |               |               |             |         |       | Lagos del Sur    | Lagos del Sur    | 0                |  |
|  |               |               |             |         |       | Lagos del Sur    | Lagos del Sur    | 0                |  |
|  |               |               |             |         |       |                  |                  |                  |  |

Final 5.° puesto
| 29 de octubre | Tierra del Fuego | 71 - 7  | Santa Cruz | Calafate Rugby Club, Comodoro Rivadavia |  |
|               |                  | Reporte |            |                                         |  |

| Bandera de Chile                      |
| Chile Campeón Select 12 Primer título |

## Final de ascenso
Para definir el ascenso al Campeonato Argentino Juvenil 2024, ambos ganadores se enfrentaron en una final en Rosario el 11 de noviembre, en conjunto con las finales del Campeonato Argentino Juvenil 2023.
| 11 de noviembre | Chile | 60 - 3  | Andina | Jockey Club (R), Rosario |  |
|                 |       | Reporte |        |                          |  |

## Tabla de posiciones
Tabla de posiciones al finalizar el torneo:
| Pos. | Equipos  | Partidos | Partidos | Partidos | Tantos | Tantos | Tantos |
| Pos. | Equipos  | G        | E        | P        | PF     | PC     | DP     |
| ---- | -------- | -------- | -------- | -------- | ------ | ------ | ------ |
| 1.°  | Andina   | 4        | 0        | 0        | 71     | 27     | +44    |
| 2.°  | Paraguay | 3        | 0        | 1        | 105    | 22     | +83    |
| 3.°  | Jujuy    | 2        | 0        | 2        | 53     | 51     | +2     |
| 4.°  | Misiones | 1        | 0        | 3        | 48     | 87     | -39    |
| 5.°  | Formosa  | 1        | 0        | 2        | 58     | 45     | +13    |
| 6.°  | San Luis | 0        | 0        | 3        | 0      | 103    | -103   |

| Pos. | Equipos          | Partidos | Partidos | Partidos | Tantos | Tantos | Tantos |
| Pos. | Equipos          | G        | E        | P        | PF     | PC     | DP     |
| ---- | ---------------- | -------- | -------- | -------- | ------ | ------ | ------ |
| 1.°  | Chile            | 4        | 0        | 0        | 152    | 12     | +140   |
| 2.°  | Austral          | 3        | 0        | 1        | 139    | 42     | +97    |
| 3.°  | Sur              | 2        | 0        | 2        | 109    | 42     | +67    |
| 4.°  | Lagos del Sur    | 0        | 1        | 3        | 12     | 124    | -112   |
| 5.°  | Tierra del Fuego | 1        | 1        | 1        | 83     | 58     | +25    |
| 6.°  | Santa Cruz       | 0        | 0        | 3        | 7      | 224    | -217   |